# Clive Hamilton
Pour les articles homonymes, voir Hamilton.
Clive Hamilton, né le 12 mars 1953, est un intellectuel et philosophe australien.

## Biographie
Clive Hamilton obtient un BA en histoire, psychologie et mathématiques pures de l'université nationale australienne en 1975, puis un Bachelor of de l'université de Sydney en 1979. Il enseigne l'éthique publique au Centre pour la Philosophie Appliquée et l'Éthique Publique et occupe la chaire d'éthique publique à l'université Charles-Sturt.
Il a fondé le think tank The Australia Institute dont il a été le directeur de 1993 à 2008.

## Travaux
Son livre Growth Fetish paru en 2003 et qui a été un best-seller en Australie, suggère que la poursuite irréfléchie de la croissance économique est devenue un fétiche, qui n'a conduit à aucune amélioration réelle en termes de bonheur.
Dans Affluenza: When Too Much is Never Enough paru en 2005, Hamilton analyse la surconsommation et le vide de la vie du consommateur moderne.
Seuls deux de ses derniers livres ont été traduits en français. Le premier, Requiem pour l'espèce humaine (2013), analyse le changement climatique, sa négation et ses implications. Le changement climatique aura des conséquences de grande échelle sur l'habitabilité de la Terre, et pourtant les politiques, les entreprises et le public refusent d'agir face à cette réalité. Dans le second, Les Apprentis sorciers du climat (2013), il décrit les mécanismes de géo-ingénierie qui permettraient selon leurs partisans de remédier au changement climatique sans changer notre modèle de développement ni de consommation.

### en anglais
- Capitalist Industrialization in Korea (1986)
- The Economic Dynamics of Australian Industry (1992)
- The Mystic Economist (1994)
- Human Ecology, Human Economy: Ideas for an Ecologically Sustainable Future (1997)
- The ESD Process: Evaluating a Policy Experiment (1998)
- Running from the Storm: The Development of Climate Change Policy in Australia (2001)
- Growth Fetish (2003)
- Affluenza: When Too Much is Never Enough (2005)
- What's Left? The Death of Social Democracy (2006)
- Scorcher: The Dirty Politics of Climate Change (2007)
- Silencing Dissent: How the Australian Government Is Controlling Public Opinion and Stifling Debate (2007)
- The Freedom Paradox: Towards a Post-Secular Ethics (2008)
- Requiem For A Species: Why We Resist The Truth About Climate Change (2010)
- Earthmasters: Playing God with the climate, Allen & Unwin, (2013)
- Silent invasion : China's influence in Australia, Hardie Grant Books, (2018)
- Hidden Hand : Exposing How The Chinese Communist Party Is Reshaping The World, Hardie Grant Books, (2020), écrit avec Mareike Ohlberg

### en français
- Requiem pour l'espèce humaine : faire face à la réalité du changement climatique [« Requiem For A Species: Why We Resist The Truth About Climate Change »]  (trad. de l'anglais), Paris, Les Presses de Sciences Po, 2013, 265 p. (ISBN 978-2-7246-1401-5)
- Les Apprentis sorciers du climat : raisons et déraisons de la géo-ingénierie [« Earthmasters: Playing God with the climate »]  (trad. de l'anglais), Paris, Seuil, coll. « Anthropocène », 2013, 338 p. (ISBN 978-2-02-112026-4)